# Transformers: Trilogia Unicron
Transformers: Trilogia Unicron è una serie di cartoni animati anime giapponesi, fumetti e giocattoli riguardanti il mondo dei Transformers. La trilogia Unicron è composta da tre diverse serie televisive, Transformers: Micron Legend, Transformers: SuperLink e Transformers: Galaxy Force, divenute in Occidente, rispettivamente: Armada, Energon e Cybertron.

## Transformers: Armada(Transformers: Micron Legend)
Transformers: Micron Legend (超ロボット生命体トランスフォーマー マイクロン伝説?, Chō Robotto Seimeitai Toransufōmā Maikuron Densetsu), conosciuto in Occidente come Armada, è un anime mecha basato sui giocattoli Transformers, prima serie della trilogia Transformers: Trilogia Unicron.

## Transformers: Energon(Transformers: SuperLink)
Transformers: SuperLink (トランスフォーマー スーパーリンク?, Toransufōmā Sūpārinku), conosciuto in Occidente come Energon, è un anime mecha, seconda serie della trilogia.

## Transformers: Cybertron(Transformers: Galaxy Force)
Transformers: Galaxy Force (トランスフォーマー ギャラクシーフォース?, Toransufōmā Gyarakushīfōsu), conosciuto in Occidente come Cybertron, è un anime mecha, mandato in onda in Giappone indipendentemente, mentre in Occidente è stato presentato come sequel delle precedenti serie Armada ed Energon.